# Château de Jeu-Maloches
Le château de Jeu-Maloches est un château de France situé dans le département de l'Indre, à Jeu-Maloches.

## Histoire
Le château de Jeu-Maloches est construit au Moyen Âge. Il est alors la propriété de la famille Maloches, vassaux des seigneurs de Buzançais, au moins depuis 1211 et au moins jusqu'en 1611. En 1732, le château appartient à Robert de Menou dont la famille le conserve jusque dans les années 1970.
Le château, à l'origine médiéval, est fortement remanié au fur et à mesure des époques. En 1790, il est fait mention d'un logis seigneurial comportant une cour, une basse-cour et son bâtiment dédié, d'une grange, d'une écurie et d'un colombier. Il presque entièrement reconstruit en 1891, seuls subsistent alors une tour et un pigeonnier datant du XVIIe siècle.